# Суднобудівна (станція метро)
50°28′27.28″ пн. ш. 30°31′39.52″ сх. д. / 50.4742444° пн. ш. 30.5276444° сх. д.
«Суднобудівна́» — споруджувана станція Подільсько-Вигурівській лінії Київського метрополітену, що буде розташована між станціями «Подільська» та «Труханів острів».
Станом на 2020 рік, станція збудована в основних та огороджувальних конструкціях на нижньому ярусі естакади Подільського мостового переходу. Розташована на Рибальському півострові поблизу суднобудівного підприємства «Кузня на Рибальському», на честь якого і отримала свою назву.

## Конструкція
Крита колонна станція буде розміщена на нижньому ярусі естакади, матиме один вихід. Платформа станції буде сполучатися з наземним вестибюлем чотирма стрічками ескалатора висотою підйому 10,0 м. Вестибюль буде розміщено на вулиці Електриків поблизу суднобудівного підприємства АТ «Завод „Кузня на Рибальському“». За конструкцією аналогічна станціям «Труханів острів» і «Затока Десенка».
По обидва боки станції для захисту пасажирів від вітру та атмосферних опадів запроєктовано світлопрозорі екрани. Довжина перегону до станції «Труханів острів» — 1258 м.

## Будівництво
Будівництво станції «Суднобудівна» на Рибальському півострові розпочалося у 2010 році. Однак через нестачу фінансування та необхідність знесення гуртожитку, що розташовувався на трасі Подільського мостового переходу, спорудження основних та огороджувальних конструкцій станції завершилося лише у 2020 році.
Згідно проєктної документації з будівництва дільниці Подільсько-Вигурівської лінії метрополітену від станції «Глибочицька» до станції «Райдужна» з відгалуженням у бік житлового масиву Вигурівщина-Троєщина, станція «Суднобудівна» входить в першу чергу будівництва.
Плановий термін будівництва за наявності фінансування становить 62 місяці, тобто відкриття станції планується після 2027-28 року, в складі першої черги Подільсько-Вигурівської лінії[джерело?].

## Зображення

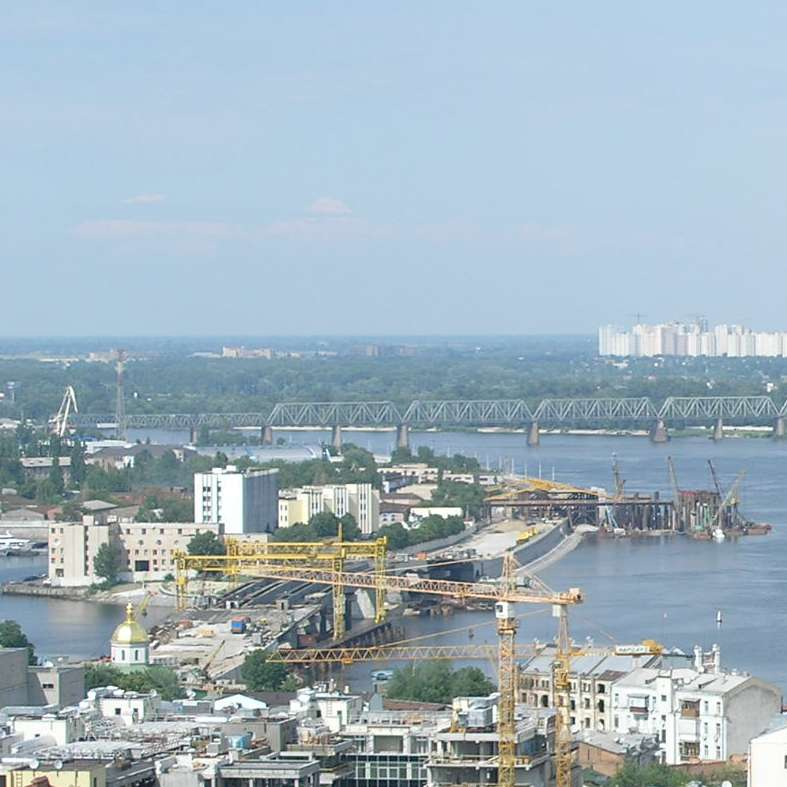
Естакада станції
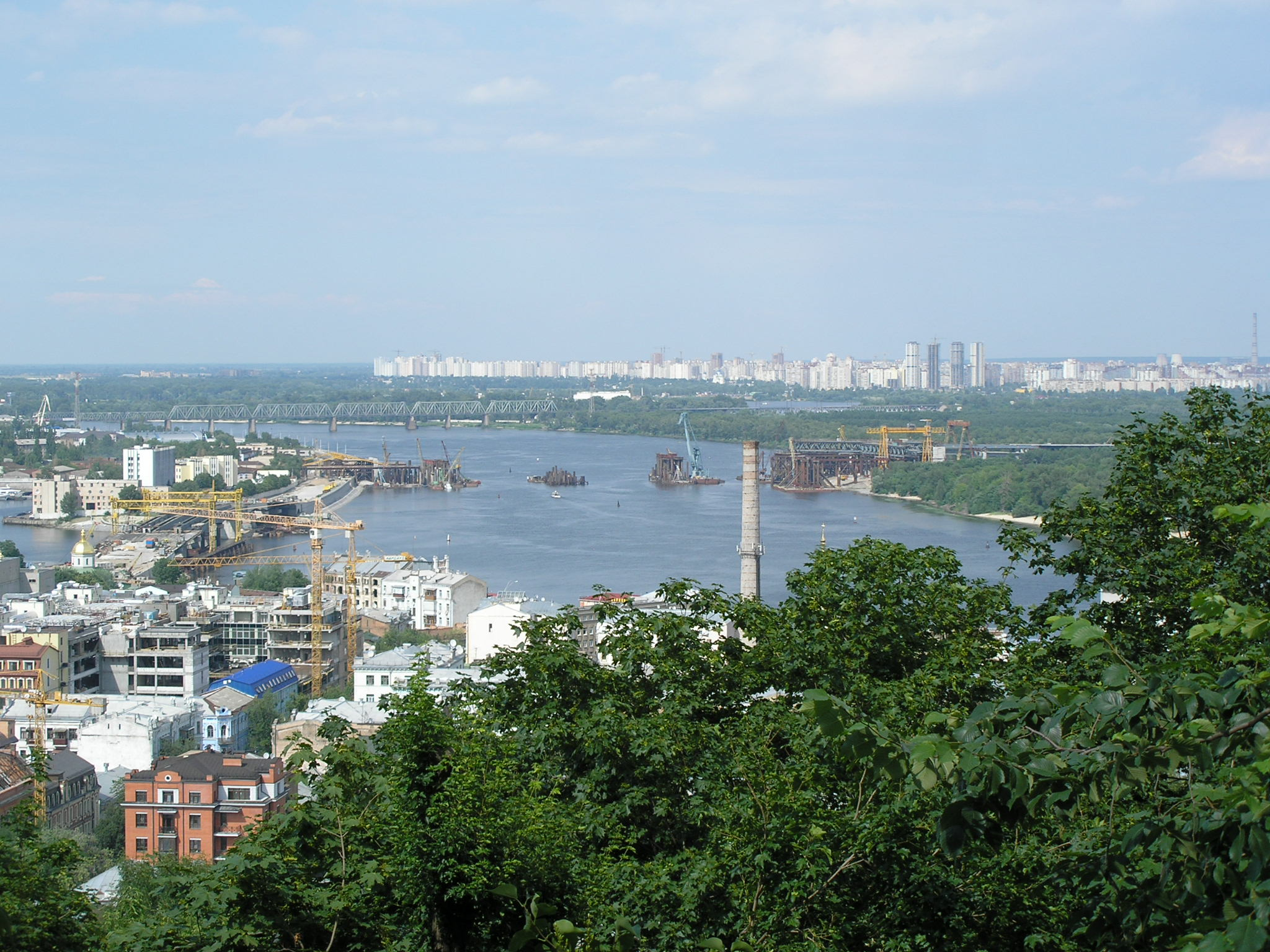
Естакада станції, вид здалеку